# Margarita Popova
Pour les articles homonymes, voir Popov.
Margarita Stefanova Popova (en bulgare, Маргарита Стефанова Попова), née le 15 mai 1956 à Velingrad, est une femme politique bulgare. Membre des Citoyens pour le développement européen de la Bulgarie (GERB), elle est ministre de la Justice entre 2009 et 2011 et vice-présidente de la République de 2012 à 2017.